# Фонд проблемних азартних ігор Нової Зеландії
Фонд проблемних азартних ігор Нової Зеландії (англ. Problem Gambling Foundation of New Zealand або PGF) — це національна некомерційна організація в Новій Зеландії, що переважно фінансується Міністерством охорони здоров'я за рахунок коштів, отриманих від збору за азартні ігри.
PGF — найбільший постачальник послуг щодо проблемних азартних ігор в Австралазії з більш ніж 60 пунктами у Новій Зеландії та персоналом 70 осіб. Кваліфіковані консультанти надають безкоштовні, професійні та конфіденційні послуги консультування для гравців в азартні ігри та інших осіб, які постраждали від азартних ігор; спеціальна команда охорони здоров'я працює над проблемами азартних ігор у громаді із підходом до зміцнення здоров'я.
Азійські сімейні служби PGF надають професійні консультації та консультації кантонською, мандаринською, корейською, в'єтнамською, кхмерською та тайською мовами.
PGF почав свою діяльність як Товариство компульсивних азартних ігор (CGS) 1988 року за фінансування Ради з грантів Нової Зеландії. Психіатр Фрейзер Макдональд допоміг трьом чоловікам, які мали проблеми з азартними іграми, створивши CGS, оскільки на той момент у них не було служб, що стосуються азартних ігор. CGS розпочала свою діяльність як телефонна служба, а перша національна гаряча лінія такого типу почалась 1992 року. За мірою зростання потреби послуги розширювались, включаючи особисті послуги; друга клініка була відкрита в Мануреві 1993 року.
2001 року PGF замінив CGS, перейшовши від залежності та філософії, заснованої на медицині, до підходу до охорони здоров'я.